# 埃克林格罗德
埃克林格罗德（德語：Ecklingerode）是德国图林根州的市镇，隶属于艾希斯费尔德县。总面积为8.1平方千米，截至2023年12月31日总人口为708人。